# Institut de Geomàtica
L'Institut de Geomàtica fou un centre de recerca públic, format en consorci per la Generalitat de Catalunya (Departament de Territori i Sostenibilitat i Departament d'Economia i Coneixement) i la Universitat Politècnica de Catalunya, creat pel Decret Llei de la Generalitat de Catalunya el 30 de setembre de 1997. Fou una Entitat de Dret Públic, de caràcter institucional, dotada de personalitat jurídica pròpia, plena i independent de la dels seus membres per a la realització dels seus objectius. Fou també membre fundador de l'Associació Catalana d'Entitats de Recerca (ACER).
L'Institut de Geomàtica va tancar el 31 de desembre de 2013, seguint l'acord de Govern de dissolució amb data de 23 de desembre de 2013. L'Institut de Geomàtica, incloent personal, equipaments i desenvolupaments, quedà integrat com a divisió de Geomàtica en el Centre Tecnològic de Telecomunicacions de Catalunya.